# Varposaari (ö i Norra Savolax, Varkaus, lat 62,56, long 28,19)
Varposaari är en ö i Finland. Den ligger i sjön Suvasvesi och i kommunen Leppävirta i den ekonomiska regionen  Varkaus ekonomiska region  och landskapet Norra Savolax, i den sydöstra delen av landet, 300 km nordost om huvudstaden Helsingfors. Öns area är 42,5 hektar och dess största längd är 1,5 kilometer i nord-sydlig riktning.